# Afganistán en los Juegos Olímpicos de París 2024
Afganistán estuvo representado en los Juegos Olímpicos de París 2024 por seis deportistas, tres hombres y tres mujeres, que compitieron en tres deportes.
Los portadores de la bandera en la ceremonia de apertura fueron el atleta Sha Mahmood Noor Zahi y la ciclista Fariba Hashim. El equipo olímpico afgano no obtuvo ninguna medalla en estos Juegos.
Pese a la toma del poder por parte de los talibanes después de la caída de Kabul, los deportistas afganos han competido en los Juegos Olímpicos de París 2024, bajo la bandera y el himno de la derrocada república islámica, debido a que ningún país soberano ha reconocido al régimen talibán, desde su establecimiento en 2021, y las mujeres de la delegación fueron enviadas por el COI, y no por el estado afgano controlado por el talibán, quienes repudiaron la actuación de las mujeres en la competición. Cabe destacar que la mencionada caída de la capital afgana ocurríó 1 semana después de la clausura de los juegos de Tokio 2020.